# Naufragi

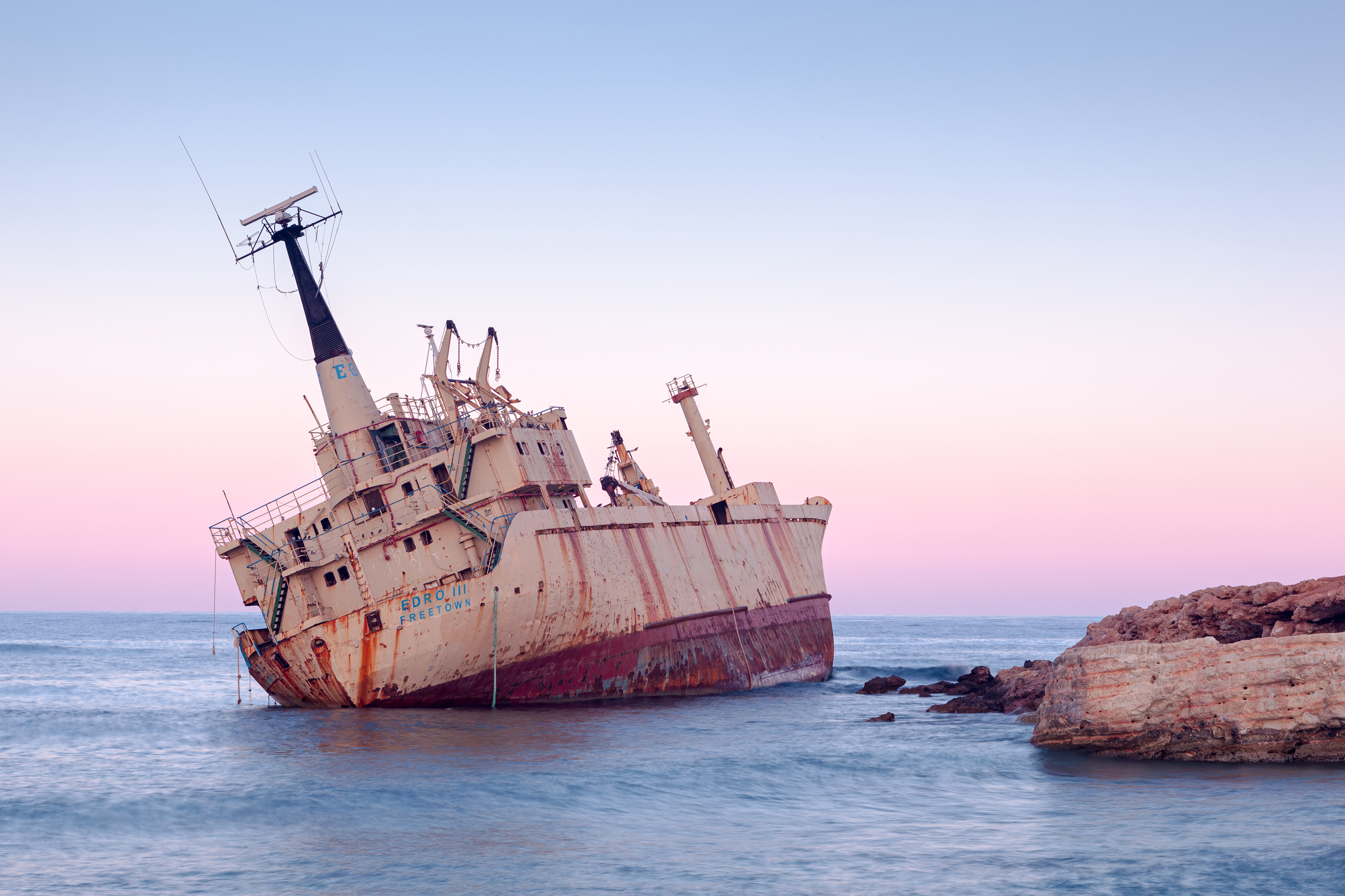
Naufragi del vaixell de càrrega Edro III LE, abandonat i rovellat a prop de Pegeia, Pafos, Xipre, a la sortida del sol.

Un naufragi és l'enfonsament o destrucció d'una embarcació, normalment com a resultat de l'aparició d'una o més vies d'aigua que no poden ser reparades a temps. Aquest esdeveniment pot ser causat per factors imprevisibles o per circumstàncies deliberades. En dret marítim, les autoritats de marina han d'iniciar una investigació en el seu territori; si el naufragi ocorre en aigües estrangeres, ho fa el cònsol corresponent. El comandant ha de quedar a bord fins a perdre l'esperança de salvament i, en aquest cas, ha de salvar els documents i registres del vaixell.

## Naufragis destacats
- RMS Titanic, un transatlàntic de luxe que va acabar amb més de 1500 morts i que va inspirar diverses pel·lícules.
- L'Orient, vaixell de Napoleó.
- Armenia, vaixell-hospital soviètic enfonsat pels alemanys en 1941.
- El naufragi que dona inici a Els Viatges de Gulliver.
- MV Doña Paz, ferry que va cremar-se amb més de 4000 morts, la xifra més alta en temps de pau.
- HMS Victoria, que va enfonsar-se en xocar accidentalment amb un vaixell aliat el 1893.
- USS Maine, que va suposar l'inici de la guerra Hispano-estatunidenca.
- Andrea Gail, naufragi que va inspirar el film The Perfect Storm.
- Rainbow Warrior, de l'ONG Greenpeace.
- RMS Lusitania, nau britànica enfonsada pels alemanys amb més de 1000 morts.
- Patria, vaixell francès que transportava jueus i que va naufragar en rebre una bomba alemanya.
- Accident del Costa Concordia
- Maria Assumpta, el veler de fusta en actiu més antic del món en el moment del seu naufragi; en Dret es pren com a exemple de "negligència greu"